# Daniel Ellsberg

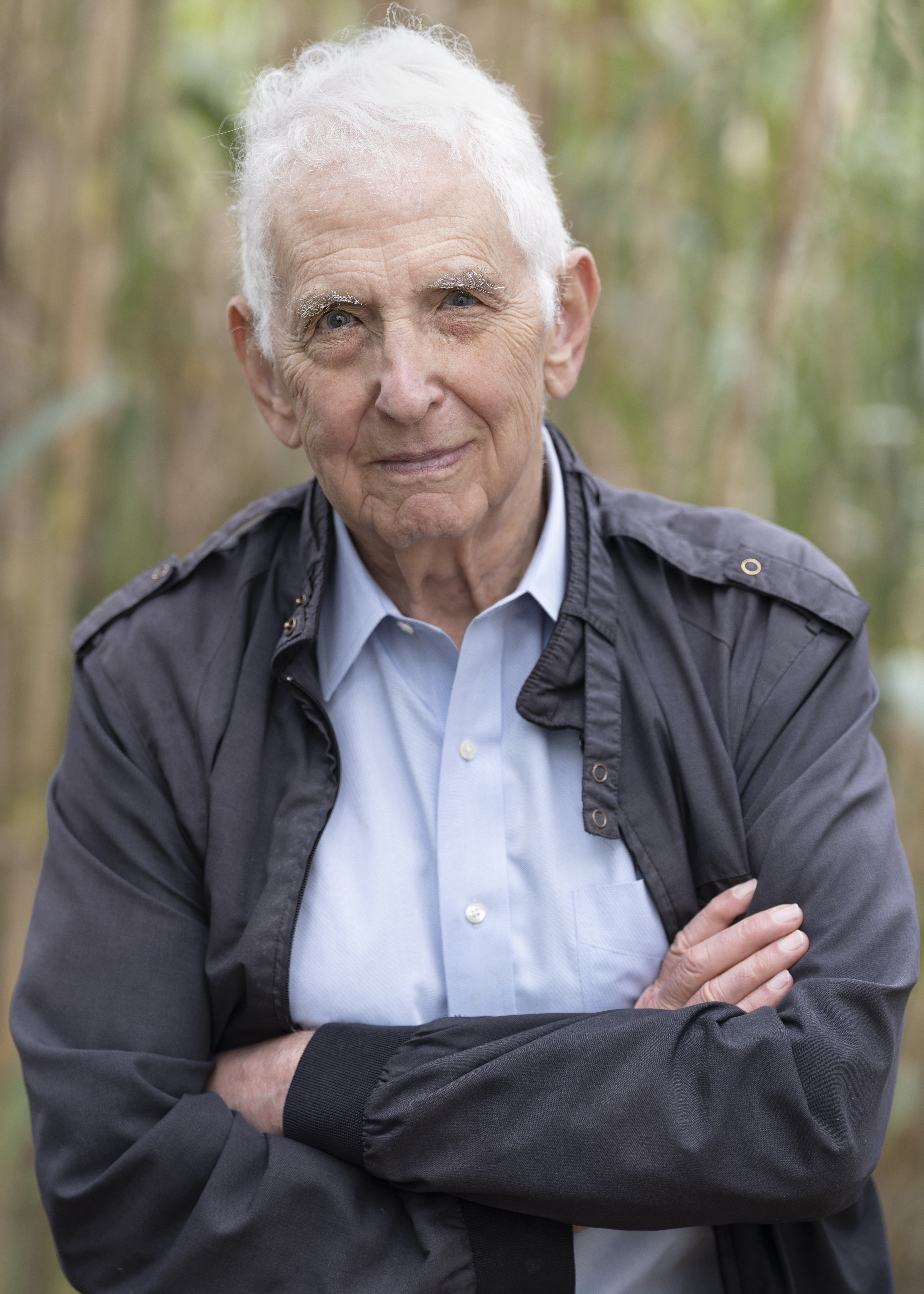
Daniel Ellsberg, 2020

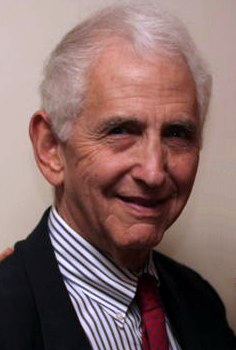
Ellsberg brachte 1971 die geheimen Pentagon-Papiere über das Fehlverhalten mehrerer US-Regierungen während des Vietnamkriegs als Whistleblower an die Öffentlichkeit. Er sah die 2013 bekannt gewordenen Geheimdienst-Überwachungsprogramme als Verstoß gegen die US-Verfassung an.

Daniel „Dan“ Ellsberg (* 7. April 1931 in Chicago; † 16. Juni 2023 in Kensington, Kalifornien) war ein US-amerikanischer Ökonom, Friedensaktivist und Whistleblower über rechtswidrige Handlungen des Verteidigungsministeriums der Vereinigten Staaten und des Weißen Hauses. Durch seine Veröffentlichung der geheimen Pentagon-Papiere wurde 1971 die jahrelange Täuschung der US-amerikanischen Öffentlichkeit über wesentliche Aspekte des Vietnamkriegs aufgedeckt. Unter anderem waren die wirklichen Kriegsziele von mehreren US-Regierungen in Folge gezielt falsch dargestellt worden.
Die Veröffentlichung der Dokumente durch die New York Times wurde von der Regierung verboten. Der anschließende Rechtsstreit ging bis vor den Obersten Gerichtshof der USA und führte zu einem Grundsatzurteil, in dem die Veröffentlichung erlaubt und die Pressefreiheit gestärkt wurde. Ellsberg wurde dennoch wegen Spionage angeklagt, ihm drohten 115 Jahre Haft. Der Prozess platzte, als ein von der Nixon-Regierung veranlasster Einbruch von Geheimdienstmitarbeitern in die Praxis von Ellsbergs Psychiater und seine illegale Überwachung bekannt wurden.
Der bis zuletzt politisch aktive Ellsberg kritisierte unter anderem massiv den Irakkrieg der USA. Im Juni 2013 bezeichnete er die Veröffentlichungen zum PRISM-Überwachungsprogramm von Edward Snowden als die „wichtigsten in der Geschichte der USA“, Snowden würde die Bürger vor der „Vereinigten Stasi von Amerika“ schützen. Ellsberg war Mitglied im Board of Directors der Freedom of the Press Foundation. Sein Sohn Robert Ellsberg leitet den Verlag Orbis Books.

## Leben
Daniel Ellsbergs Eltern waren aschkenasische Juden, die zu Christian Science konvertiert hatten, und er wurde als Christian Scientist erzogen. Er wuchs in Detroit auf und besuchte die Cranbrook School (die heutige Cranbrook Kingswood School) in Bloomfield Hills (Michigan). Im Jahr 1952 erlangte Ellsberg den Bachelor-Abschluss in Wirtschaftswissenschaften an der Harvard University und studierte danach am King’s College an der Universität Cambridge als Woodrow Wilson Fellow-Stipendiat. 1954 bis 1957 diente er in der US-Marineinfanterie als Offizier. Von 1957 bis 1959 war er Fellow in Harvard, wo er 1962 mit einer Dissertation über Risk, Ambiguity and Decision promoviert (Ph. D.) wurde. Eine von ihm umfassend herausgearbeitete Anomalie der Entscheidungstheorie wurde 1961 nach ihm als Ellsberg-Paradoxon benannt. 1959 übernahm er den Posten eines Analysten bei der RAND Corporation. Ab 1964 arbeitete der damals bekennende Antikommunist unter Verteidigungsminister Robert McNamara im Verteidigungsministerium der Vereinigten Staaten.
Anschließend war er ab 1965 zwei Jahre als ziviler Mitarbeiter des US-Außenministeriums in Vietnam. Dort gewann er die Überzeugung, dass der Vietnamkrieg für die USA nicht zu gewinnen sei und nahezu jeder im Verteidigungsministerium dieser Überzeugung sei; aus karrierebezogenen und politischen Gründen habe es jedoch niemand öffentlich zugegeben. Im Gegensatz dazu erklärte McNamaras Stab wider besseres Wissen in offiziellen Mitteilungen an die Presse, dass der Vietnamkrieg schnell und ohne große Verluste vorbeigehen bzw. die USA und das mit ihnen verbündete Südvietnam siegen würden. 1967 wechselte Ellsberg zurück zu der im Auftrag des Verteidigungsministeriums arbeitenden RAND Corporation.
Daniel Ellsberg starb am 16. Juni 2023 im Alter von 92 Jahren an Bauchspeicheldrüsenkrebs.

## Ellsberg und der Vietnamkrieg

### Die Veröffentlichung der geheimen „Pentagon-Papiere“

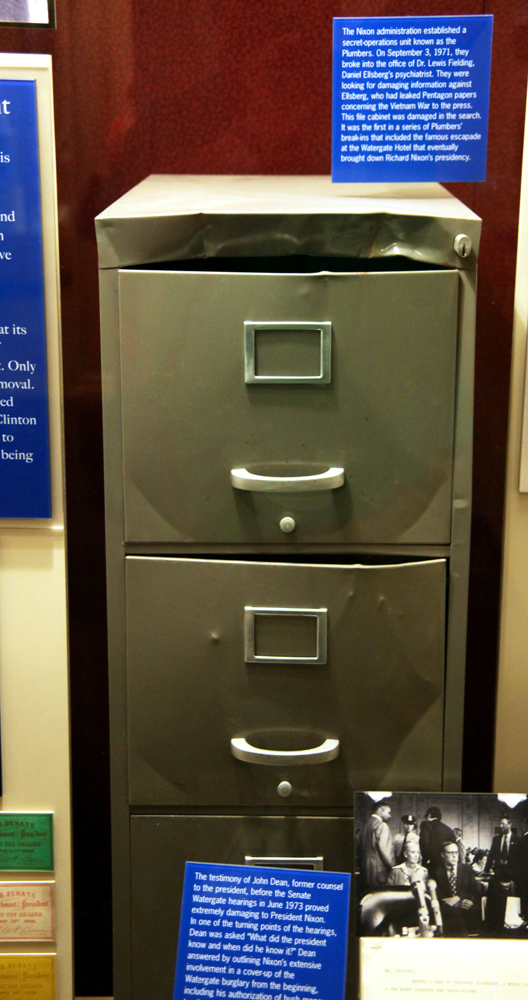
Der von CIA- und FBI-Mitarbeitern bei einem Einbruch aufgebrochene Aktenschrank des Psychiaters von Ellsberg steht heute im Smithsonian Museum. Der Einbruch war von Präsident Nixon autorisiert, der sich davon Material aus Ellsbergs Krankenakte erhoffte, mit dem dieser in der Öffentlichkeit diskreditiert werden sollte.

In seiner Zeit bei der RAND Corporation hatte Ellsberg Zugang zu Verschlusssachen des höchsten Geheimhaltungsgrades des Pentagons („Pentagon-Papiere“), die die Rolle der Präsidenten von Truman über Kennedy bis Johnson bezüglich ihrer Haltung zum Vietnamkonflikt dokumentierten und die oft in Widerspruch zu den offiziellen Veröffentlichungen standen. Er kopierte 47 Ordner mit insgesamt 7000 Seiten Dokumenten und trug sie zunächst der New York Times, dann der Washington Post an. Als die New York Times am 13. Juni 1971 begann, die von Ellsberg gelieferten Dokumente abzudrucken – die die jahrelange gezielte Täuschung der Öffentlichkeit über wesentliche Aspekte des Vietnamkriegs offenlegten –, versuchte die US-Regierung unter Präsident Nixon mit allen Mitteln, eine weitere Veröffentlichung zu verhindern. Zu seinem Berater Kissinger sagte Nixon unter anderem: “Let’s get the son-of-a-bitch in jail!” (deutsch: „Lasst uns den Hurensohn [Anm.: gemeint war Ellsberg] hinter Gitter bringen!“) Nach drei veröffentlichten Folgen der „Papers“ in der New York Times ließ Nixon weitere Zeitungsberichte verbieten – ein bis dahin einmaliger Fall von Zensur in der US-Geschichte. Ellsberg gab die Dokumente an 18 andere Zeitungen. Auch diesen wurde die Veröffentlichung verboten. Der Streit ging bis vor den Obersten Gerichtshof (Supreme Court), der die Veröffentlichung per Grundsatzurteil am Ende erlaubte. Ellsberg wurde trotzdem als Spion nach dem Espionage Act von 1917 angeklagt. Ihm drohten 115 Jahre Haft. Der Prozess platzte allerdings, als herauskam, dass Nixon Ellsberg hatte ausspähen lassen und einem Einbruch in die Praxis von Ellsbergs Psychiater zugestimmt hatte – man hatte sich erhofft, in Ellsbergs Patientenakte Belastendes über ihn zu finden, das zu seiner Diskreditierung hätte eingesetzt werden können. Mit dieser illegalen Operation war dasselbe Team von ehemaligen und aktiven FBI- und CIA-Agenten betraut worden, das ein Jahr später in den Watergate-Gebäudekomplex einbrach und den gleichnamigen Skandal lostrat, der Nixon 1974 das Amt kostete. Auch diese politische Affäre wurde durch einen Whistleblower an die Öffentlichkeit gebracht, den hochrangigen FBI-Mitarbeiter Mark Felt, dessen Identität die Washington-Post-Reporter Bob Woodward und Carl Bernstein allerdings bis 2005 geheim hielten.
In dem betreffenden Grundsatzurteil des obersten Gerichts legten die Richter fest, dass das Geheimhaltungsinteresse des Staates an von Whistleblowern gelieferten geheimen Regierungsdokumenten im Zweifelsfall hinter dem Interesse der Öffentlichkeit und der Pressefreiheit zurückstehen müsse. Einer der Richter schrieb dazu, unter Bezug auf die durch die Pentagon-Papiere aufgedeckte Desinformation der Öffentlichkeit durch die US-Regierung:

“Only a free and unrestrained press can effectively expose deception in government. And paramount among the responsibilities of a free press is the duty to prevent any part of the government from deceiving the people and sending them off to distant lands to die of foreign fevers and foreign shot and shell.”

„Nur eine freie, unbehindert agierende Presse kann effizient Täuschungen durch die Regierung aufdecken. Und über allen Verantwortlichkeiten einer freien Presse steht die Pflicht, jeglichen Teil der Regierung daran zu hindern, die Menschen zu betrügen und in ferne Länder zu schicken, um an fremdländischen Krankheiten und fremdländischen Kugeln und Granaten zu sterben.“

Die von Ellsberg in diesem Zusammenhang genannte Bürgerbewegung gegen den Vietnamkrieg war von FBI und CIA mit den weitgehend illegalen geheimen Programmen Operation CHAOS und COINTELPRO in großem Stil überwacht, manipuliert, diskreditiert und unterdrückt worden.
Nach der Veröffentlichung der Pentagon-Papiere engagierte sich Ellsberg weiterhin politisch. Nach den Enthüllungen des Watergate-Skandals 1973 wurde sein Verfahren wegen unerlaubten Besitzes und Diebstahls von Staatsgeheimnissen wegen juristischer Verfahrensfehler eingestellt. Die Pentagon-Papiere waren nicht zuletzt Anlass für die Novellierung des Freedom of Information Act, der Zivilpersonen auf Anfrage Einblick in US-Regierungsdokumente ermöglicht. Ellsberg hielt bis zuletzt weltweit Vorträge über aktuelle Ereignisse, etwa über das Vorgehen der US-Regierung im Irak, wofür er von der Regierung George W. Bush heftig kritisiert wurde. In den letzten Jahren arbeitete Ellsberg am Massachusetts Institute of Technology (MIT).

## Ellsbergs späteres politisches Engagement

### Kampf gegen den National Defense Authorization Act 2012
Mit dem National Defense Authorization Act 2012 wurden Befugnisse des Militärs ausgeweitet, US-amerikanische Bürger und Ausländer auf Verdacht zeitlich unbegrenzt zu inhaftieren. Der NDAA sollte es dem Militär erlauben, mutmaßliche (wissentliche oder unwissentliche) Unterstützer von al-Qaida, den Taliban oder verbundener Kräfte ohne Beweise auf unbestimmte Zeit zu inhaftieren. Nachdem Ellsberg mit mehreren Prominenten, darunter Noam Chomsky, Naomi Wolf, Birgitta Jónsdóttir, Chris Hedges, Kai Wargalla, einem Veranstalter von „Occupy London“, und Alexa O’Brien, einer der Organisatorinnen der New Yorker Aktivistengruppe „US Day of Rage“, erhebliche Bedenken gegen das geplante Gesetz geäußert hatte, berief sich auch die Richterin Katherine Bolan Forrest in ihrer 68-seitigen Begründung auf die Einwände der Aktivisten, Wissenschaftler und Politiker und stoppte den NDAA mit einer einstweiligen Verfügung.

### Kritik am PRISM-Programm der US-Regierung: „United Stasi of America“
Nachdem durch Enthüllungen des Whistleblowers Edward Snowden im Juni 2013 das groß angelegte Überwachungsprogramm PRISM des Geheimdiensts NSA bekannt geworden war, äußerte sich Ellsberg dazu äußerst kritisch:

“Snowden’s whistleblowing gives us a chance to roll back what is tantamount to an ‘executive coup’ against the US constitution.”

„Snowdens Whistleblowing gibt uns die Chance, etwas zurückzudrängen, was gleichbedeutend mit einem ‚Putsch der Regierung‘ gegen die US-Verfassung ist.“

Ellsberg betitelte einen Artikel im britischen Guardian über die Affäre mit der Zeile: Edward Snowden: Saving us from the United Stasi of America und schrieb darin, dass seit den Anschlägen vom 11. September 2001 eine Entwicklung eingesetzt habe, die die Bill of Rights außer Kraft setze, für die Menschen 200 Jahre lang gekämpft hätten. Insbesondere seien der vierte und fünfte Zusatzartikel der US-Verfassung, die die Bürger vor unbegründetem Eindringen der Regierung in ihr Privatleben schützen, praktisch aufgehoben worden. Die Behauptung von Präsident Obama, all dies sei legal, sei „Nonsens“, und dass führende Politiker des US-Kongresses angeblich eingeweiht gewesen seien und zugestimmt hätten, mache umso deutlicher, wie „kaputt“ (broken) das System der Kontrolle der Regierungsmacht durch das Volk (Checks and Balances) sei. Offensichtlich seien die USA heute kein Polizeistaat – wenn jedoch ein weiterer Anschlag wie 9/11 komme oder eine breite Antikriegsbewegung wie die gegen den Vietnamkrieg, dann fürchte er um den Bestand der Demokratie. Diese Kräfte seien „extrem gefährlich“ (extremely dangerous).
Ellsberg trat im Video Stop Watching US auf.

### Beziehung zu Whistleblowern

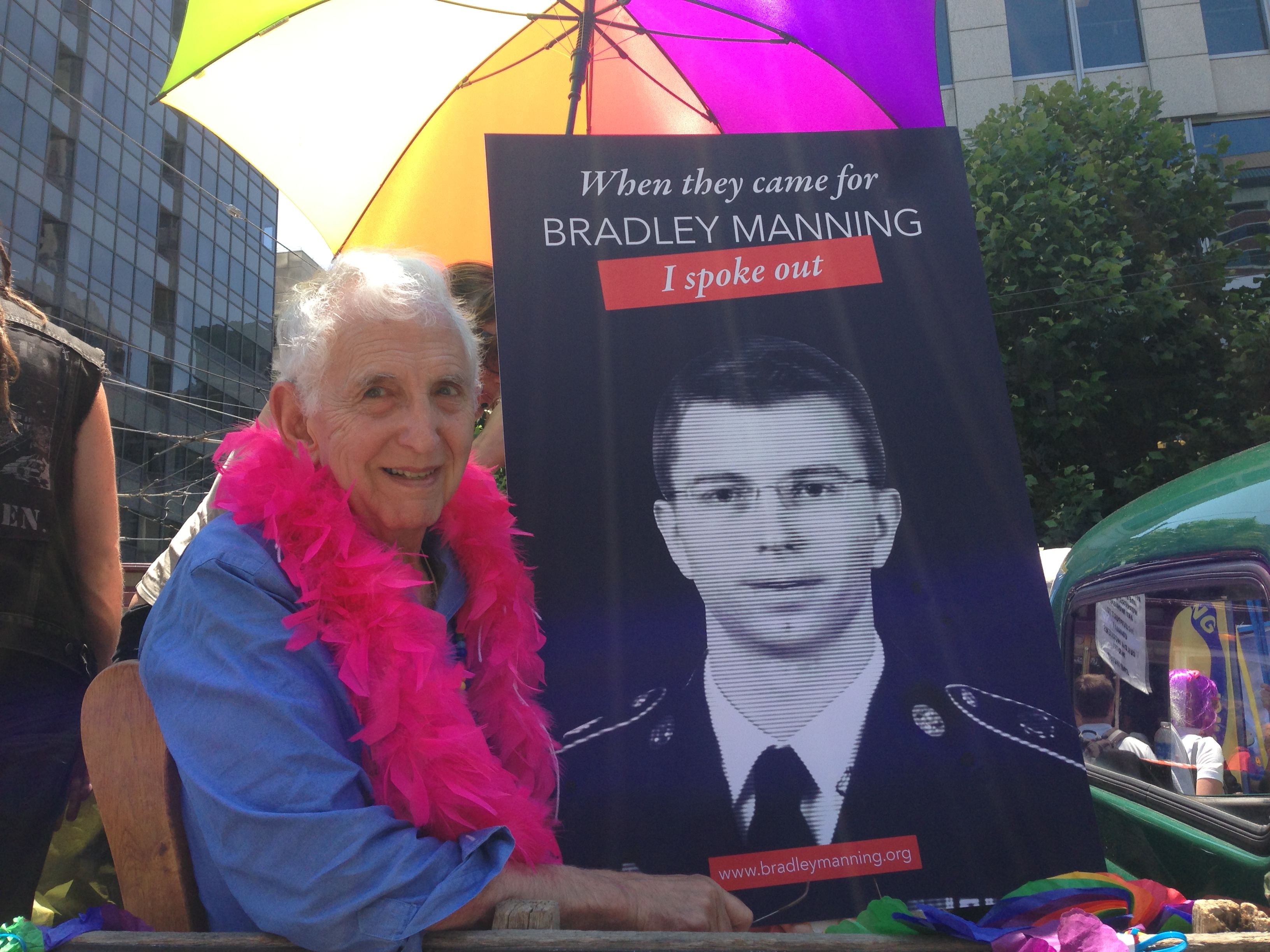
San Francisco Pride Parade 2013 – Ellsberg zeigt seine Unterstützung für die Whistleblowerin Chelsea Manning

Daniel Ellsberg trat entschieden für die Whistleblower-Plattform WikiLeaks ein. Er äußerte dazu, dass es nicht die Enthüllungen, sondern „Schweigen und Lügen“ seien, wodurch Menschen in Gefahr gebracht würden. Mehrfach besuchte er Julian Assange in dessen ehemaligem Asyl in der Botschaft Ecuadors in London und äußerte sich besorgt über dessen gesundheitliche Rahmenbedingungen. Ebenfalls trat er öffentlich für die WikiLeaks-Informantin Chelsea Manning, damals noch Bradley Manning, ein, deren zeitweilige Haftbedingungen er als entwürdigend bezeichnete und in die Nähe von Folter rückte.

## Auszeichnungen

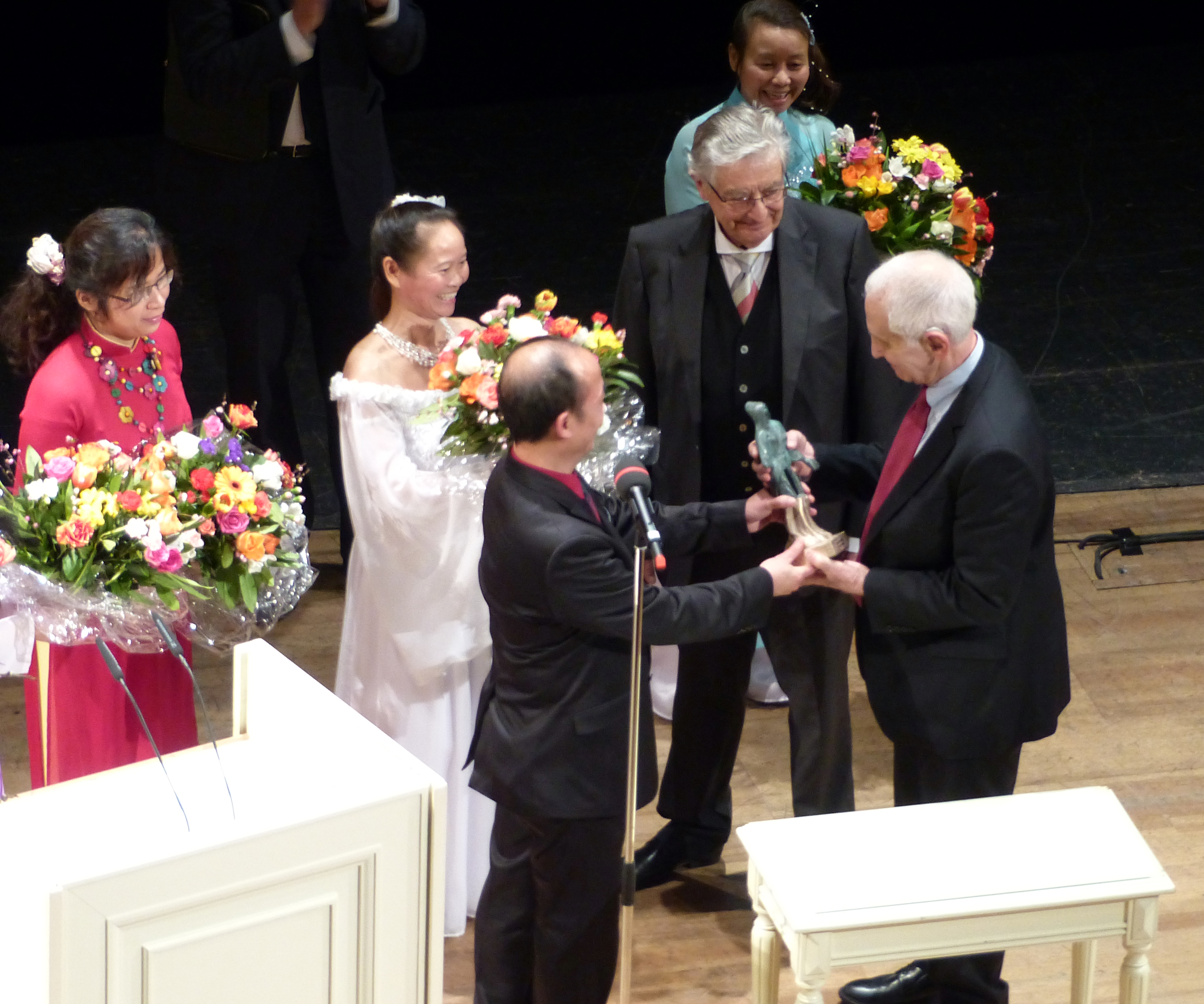
Verleihung des Dresdner Internationalen Friedenspreises an Daniel Ellsberg, 21. Februar 2016

- 2003 wurde Ellsberg der Whistleblower-Preis[26] der Vereinigung Deutscher Wissenschaftler (VDW e. V.) und der deutschen Sektion der International Association of Lawyers Against Nuclear Arms (IALANA) verliehen.
- 2004 erhielt er den The Ridenhour Courage Prize.[27] Ellsberg wurde für die Weitergabe der Pentagon-Papiere 1971 an die Presse (The Washington Post / The New York Times) ausgezeichnet.
- 2006 erhielt er für sein kontinuierliches politisches Engagement den Right Livelihood Award.
- 2016 erhielt er den 7. Internationalen Dresden-Preis.[28]
- 2018 wurde ihm der Olof-Palme-Preis zuerkannt.

## Schriften
- Secrets: A Memoir of Vietnam and the Pentagon Papers, Viking, New York 2002, ISBN 0-670-03030-9.
- Ich erkläre den Krieg. Vietnam – Der Mechanismus einer militärischen Eskalation, Hanser, München 1982, ISBN 3-446-11725-3.
- Risk, Ambiguity and Decision, Neuauflage; Routledge, London 2001, ISBN 0-8153-4022-2.
- The Doomsday Machine – Confessions of a Nuclear War Planner, Bloomsbury Publishing 2017, ISBN 1-4088-8929-3.

## Filme
- Die geheimen Papiere des Pentagon. D, 1973, Dokumentarspiel (ZDF) von Peter von Zahn, mit Gunther Malzacher in der Rolle Ellsbergs.
- Die Pentagon-Papiere. Spielfilm, USA, 2003, 92 Min., Regie: Rod Holcomb Die Pentagon-Papiere bei IMDb
- Der gefährlichste Mann in Amerika – Daniel Ellsberg und die Pentagon-Papiere (OT: The Most Dangerous Man in America: Daniel Ellsberg and the Pentagon Papers.) Fernseh-Dokumentation, USA, 2009, 91 Min., Regie: Judith Ehrlich, Rick Goldsmith, Produktion: Kovno Communications, deutsche Erstausstrahlung: 21. April 2010 in arte[29]
- Die Verlegerin, USA 2017. Ein Historiendrama von Steven Spielberg. Der Film thematisiert die Geschehnisse rund um die Veröffentlichung der Pentagon-Papiere im Jahr 1971.

## Sonstiges
Die US-amerikanische Rock-Band Bloodrock widmete Ellsberg auf ihrem Album Passage von 1972 den Song Thank You Daniel Ellsberg.